# Ельбінгероде (Нижня Саксонія)
Ельбінгероде (нім. Elbingerode) — громада в Німеччині, розташована в землі Нижня Саксонія. Входить до складу району Геттінген. Складова частина об'єднання громад Гатторф-ам-Гарц.
Площа — 5,66 км2. Населення становить 433 ос. (станом на 31 грудня 2021).

## Галерея

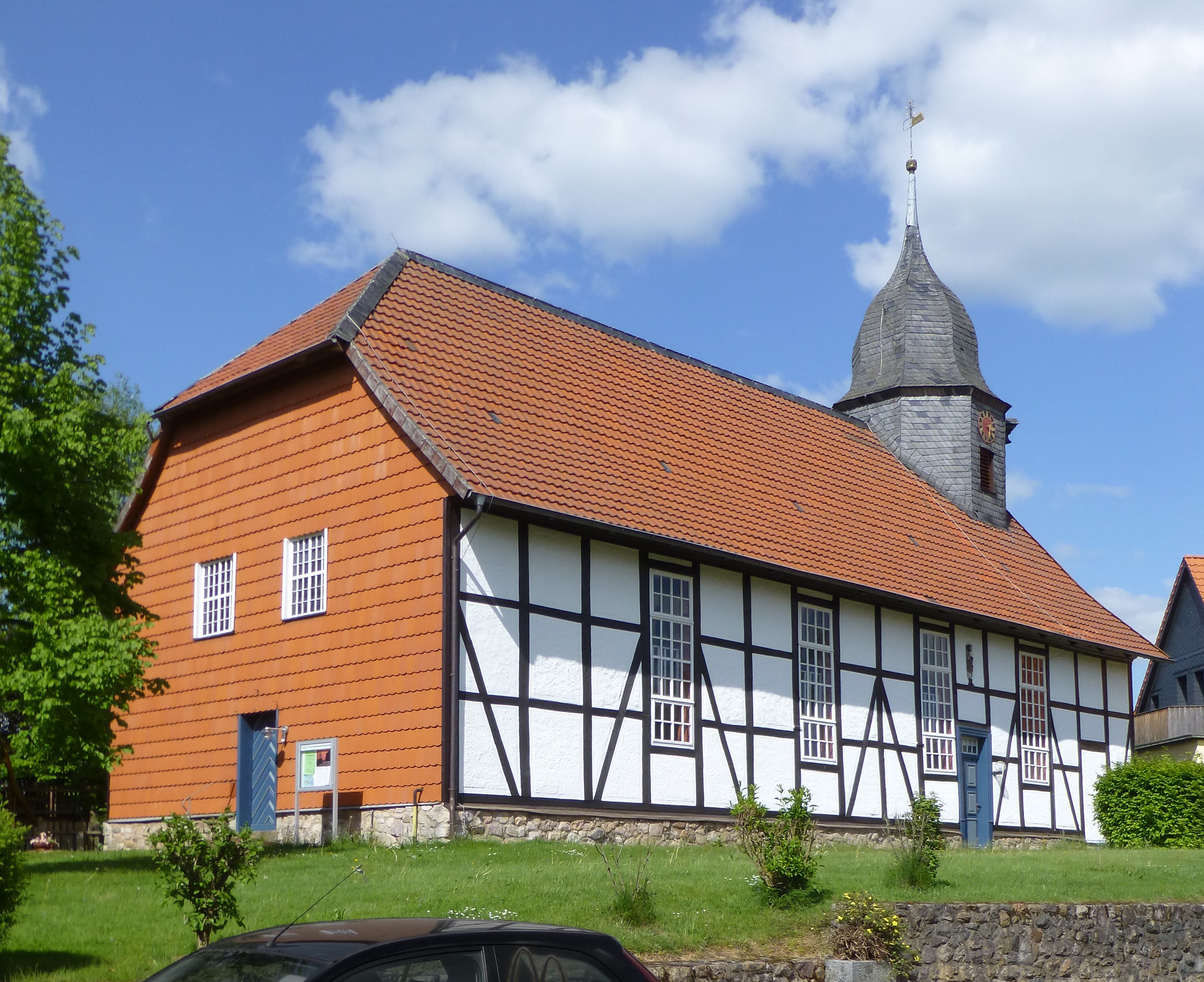